# إيان بانكس
إيان بانكس (بالإنجليزية: Iain Banks) (16 فبراير 1954 - 9 يونيو 2013) هو مؤلف اسكتلندي. كان يكتب الأدب الخيالي السائد تحت اسم إيان بانكس وأدب الخيال العلمي تحت اسم إيان. إم. بانكس، مضمّنًا الحرف الأول لاسمه الأوسط المعتمد مينزيس.
بعد نشر روايته ذا واسب فاكتوري (التي نُشرت عام 1984) ونجاحها، بدأ بانكس في الكتابة بدوام كامل. صدر أول كتاب له عن الخيال العلمي بعنوان كونسيدر فليباس عام 1987، ليكون افتتاحًا لسلسلته كلتشر سيرياس. أُعِّدت كتبه للمسرح والإذاعة والتلفزيون. في عام 2008، وضعت صحيفة التايمز بانكس في قائمتها «لأعظم 50 كاتبًا بريطانيًا منذ عام 1945». في أبريل 2013، أعلن بانكس أنه مصاب بسرطان غير قابل للشفاء ومن غير المرجح أن يعيش لأكثر من عام. توفي في 9 يونيو 2013.

## النشأة
وُلِدَ بانكس في دنفيرملين، فايف، ابنًا وحيدًا لأم تعمل متزلجةً محترفة على الجليد وأب يعمل ضابطًا في الأميرالية البريطانية. عاش في نورث كوينزفيري حتى سن التاسعة، بالقرب من ترسانات بناء السفن البحرية في روسيث حيث كان يقيم والده. انتقلت عائلة بانكس بعد ذلك إلى غوروك بسبب متطلبات عمل والده. عندما قدمه شخص ما إلى أدب الخيال العلمي بإعطائه رواية كيملو آند زونس أوف سايلنس، واصل قراءة سلسلة كيملو التي جعلته يريد كتابة الخيال العلمي هو أيضًا. بعد انتظامه بمدارس غوروك وغرينوك العليا، درس بانكس اللغة الإنجليزية والفلسفة وعلم النفس في جامعة ستيرلينغ (1972-1975).
بعد التخرج، اختار بانكس سلسلة من الوظائف تركته حرًا للكتابة في المساء. دعمت هذه الوظائف كتاباته طوال العشرينات من عمره وسمحت له بأخذ فترات راحة طويلة بين العقود، سافر خلالها في جميع أنحاء أوروبا وأمريكا الشمالية. خلال هذه الفترة، عمل محللًا لإنجاز الأعمال في شركة آيّ بي إم  (وهو نوع من موظفي المشتريات)، وفني اختبار لشركة الصلب البريطانية (بريتيش ستيل) وكاتب تكلفة لشركة محاماة في تشانسري لين في لندن.

## مساره المهني

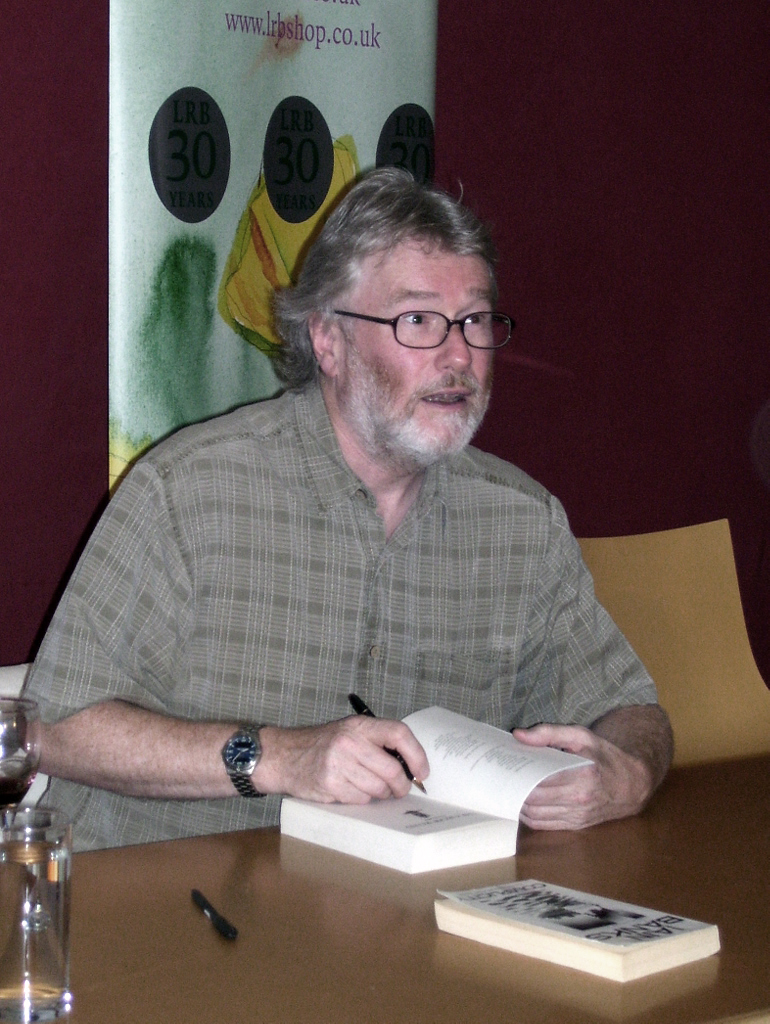
إيان بانكس، مؤلف، في مهرجان إدنبرة الدولي للكتاب 2009

### مسيرته الروائية
قرر بانكس أن يصبح كاتبًا في سن الحادية عشرة. أكمل روايته الأولى ذا هونجيريان ليفت- جيت في سن الـ 16 وروايته الثانية تي تي آر (المعروفة أيضًا باسم طشكِنت رامبلر) خلال سنته الأولى في جامعة ستيرلنغ عام 1972. رغم أنه اعتبر نفسه مؤلفًا للخيال العلمي بالمقام الأول، دفعه عدم نجاحه في النشر تحت هذا القالب إلى أن يسعى لكتابة الأدب الخيالي السائد، ما أدى إلى روايته المنشورة الأولى ذا واسب فاكتوري، التي نُشِرَت عام 1984 عندما كان في الثلاثين من عمره. بعد نشر ذا واسب فاكتوري ونجاحها، بدأ بانكس في الكتابة بدوام كامل. نصحه المحرر الذي يعمل معه في ماكميلان، جيمس هيل، بكتابة كتاب واحد في السنة ووافق بانكس على هذا الجدول الزمني.
نُشرت روايته الثانية وواكنج أون جلاس عام 1985. تبعتها ذا بريدج عام 1986، وأُذيعت اسبيدير ستريت، المنشورة عام 1987، لاحقًا ضمن مسلسل على راديو بي بي سي 4. صدر أول كتاب خيال علمي منشور له بعنوان كونسيدر فليباس عام 1987 وكان الأول من عدة روايات من سلسلته الشهيرة كلتشر سيرياس. ذكر بانكس روبرت أنسون هاينلاين، وإسحق عظيموف، وآرثر سي كلارك، وبريان ألديس، وإم. جون هاريسون، ودان سيمونس، باعتبارهم الكتاب المؤثرين على مسيرته الأدبية. أُعِدَّت ذا كروو رود، التي نُشِرَت عام 1992،  كمسلسل تلفزيوني لهيئة الإذاعة البريطانية. واصل بانكس كتابة كل من الخيال العلمي والأدب الخيالي السائد، ونُشِرَت روايته الأخيرة ذا كوارري في يونيو 2013، شهر وفاته.

## التعليم
تعلم في جامعة ستيرلينغ.

## روابط خارجية
- إيان بانكس على موقع IMDb (الإنجليزية)
- إيان بانكس على موقع ميوزك برينز (الإنجليزية)
- إيان بانكس على موقع إن إن دي بي (الإنجليزية)
- إيان بانكس على موقع ديسكوغز (الإنجليزية)
- إيان بانكس على موقع قاعدة بيانات الفيلم (الإنجليزية)